# Oligotoma nigra
Oligotoma nigra är en insektsart som beskrevs av Hagen 1885. Oligotoma nigra ingår i släktet Oligotoma och familjen Oligotomidae. Inga underarter finns listade i Catalogue of Life.